# Уша, Борис Вениаминович
Борис Вениаминович Уша (род. 18 мая 1940, Москва) — российский учёный в области клинической диагностики внутренних незаразных болезней животных, доктор ветеринарных наук (1976), профессор (1977), академик РАСХН (2005), академик РАН (2013).

## Биография
Окончил Московский технологический институт мясной и молочной промышленности (1962) и его аспирантуру (1965). Работает там же (в настоящее время — Московский государственный университет прикладной биотехнологии): ассистент (1965—1968), доцент (1969—1973), зав. кафедрой (с 1974), одновременно декан ветеринарно-санитарного факультета (с 1991).
Основатель нового направления в ветеринарии — клиническая гепатология.
Разработчик методов диагностики, лечения и профилактики нарушений обмена веществ высокопродуктивных животных, болезней молодняка, болезней органов пищеварения, печени.
Вице-президент Всемирной ветеринарной ассоциации. Избирался Президентом Российской ветеринарной ассоциации.
Член редакционной коллегии «Российского журнала „Проблемы ветеринарной санитарии, гигиены и экологии“».

## Награды
Заслуженный деятель науки Российской Федерации (1998), почётный работник высшего профессионального образования Российской Федерации. Награждён орденом «Знак Почёта», орденом Дружбы, медалями ВДНХ, золотой медалью им. акад. А. А. Полякова.
Учебник «Основы хирургической патологии» завоевал Диплом победителя III Всероссийского конкурса на лучшую научную и учебную публикацию «АКАДЕМУС» в номинации «Сельское, лесное и рыбное хозяйство». Учебник «Внутренние болезни животных» является межгосударственным учебником для студентов ветеринарных вузов России, Казахстана и Республики Беларусь.

## Основные работы
- Клиническое обследование животных / соавт. М. А. Фельдштейн. — М.: Агропромиздат, 1986. — 303 с.
- Общая и клиническая ветеринарная рецептура: справ. / соавт.: В. Н. Жуленко и др. — 2-е изд., испр. — М.: Колос, 2000. — 551 с.
- Внутренние болезни животных: учеб. для студентов вузов по спец. «Ветеринария» / соавт.: Г. Г. Щербаков и др. — М.: Лань, 2002. — 730 с.
- Клиническая диагностика внутренних незаразных болезней животных: учеб. для студентов вузов по спец. 310800 «Ветеринария» / соавт.: И. М. Беляков, Р. П. Пушкарев. — М.: Колос, 2003. — 487 с.